# Christélle Faure
Christélle Faure (ur. 31 maja 1977) – francuska judoczka. Startowała w Pucharze Świata w latach 1994, 1995, 1997–2004, 2006 i 2007. Złota medalistka mistrzostw Europy w drużynie w 1997 i 1998, a także akademickich MŚ w 2000. Mistrzyni Francji w 1998, 1999, 2001 i 2002 roku.